# Venus von Tursac
Koordinaten: 44° 58′ 38,6″ N, 1° 3′ 13,9″ O
Die Venus von Tursac ist eine paläolithische Venusfigurine, die am 5. August 1959 von Robert Antoine-Charles und Henri Delporte bei einer Grabung im Abri du Facteur, Gemeinde Tursac, im französischen Département Dordogne gefunden wurde.
Die Figurine ist acht Zentimeter hoch, wiegt 57,5 Gramm und besteht aus Kalzit. Dargestellt ist der kopflose Körper einer vermutlich weiblichen Person. Der Oberkörper endet in einem abgerundeten Zapfen, Arme sind nicht vorhanden. Die Beine der Frau sind unter dem Unterkörper angewinkelt und das Gesäß scheint emporgereckt. Diese Haltung, die medizinisch als Lumballordose (Lendenwirbelhohlkreuz) anzusehen ist, wird von Russel Dale Guthrie als Aufforderung zum Geschlechtsakt interpretiert. Zwischen den Beinen, aus dem Becken nach unten bzw. hinten herausragend, befindet sich ein zapfenförmiges Gebilde. Der Zapfen wird sowohl von Gerhard Bosinski als auch von Wolf Günter Haensch als Geburtsvorgang gedeutet.

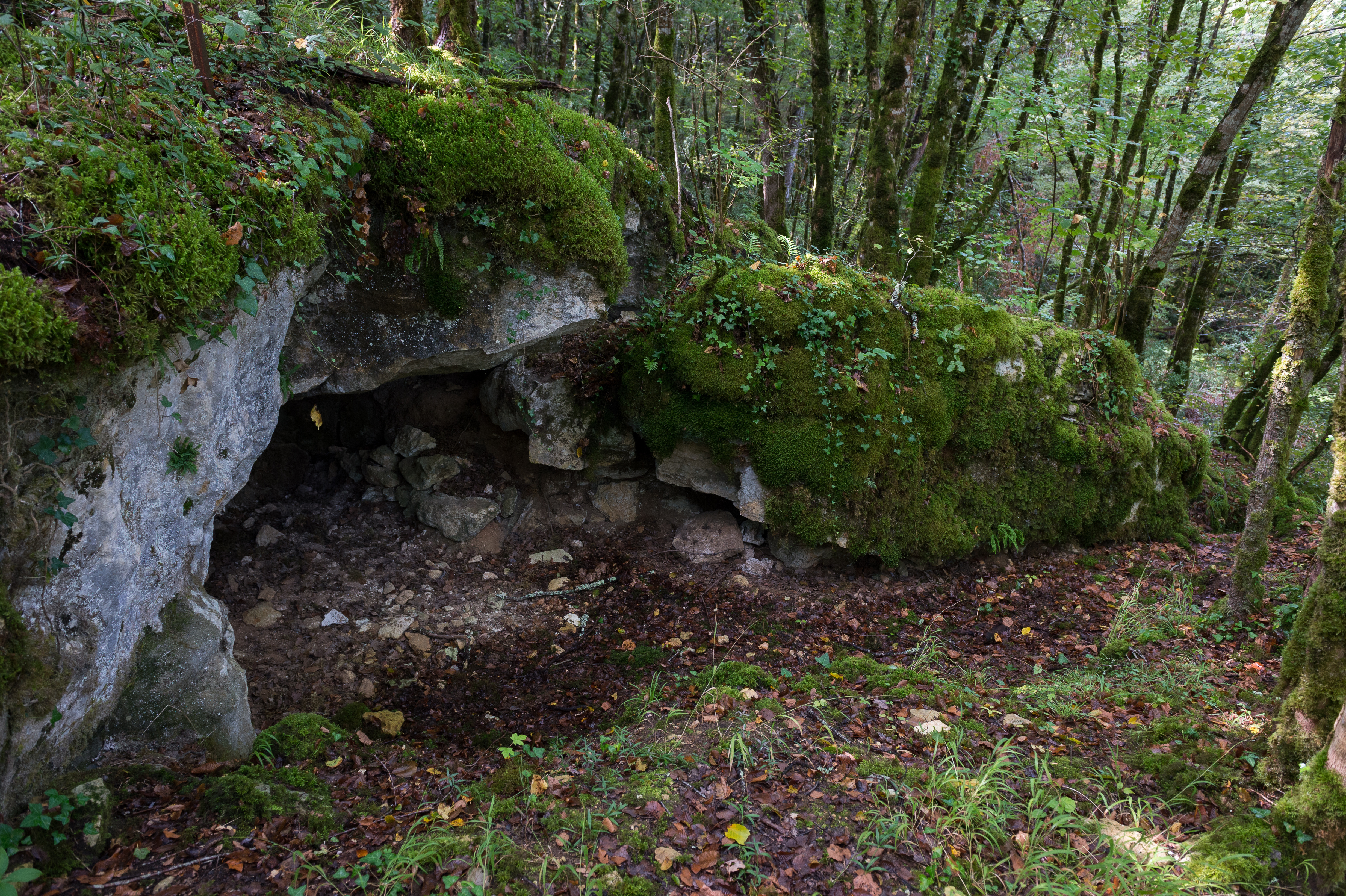
Abri du Facteur (2017)

Aufgrund der gut dokumentierten Stratigraphie lässt sich die Venus von Tursac zeitlich genau einordnen. Gemäß den Untersuchungen von Henri Delporte ergibt sich ein Radiocarbonalter der Fundschicht zwischen 24.720 ± 600 und 24.210 ± 500. Dies entspricht 27.535 ± 746 cal. BCE und 27.115 ± 610 cal. BCE und fällt somit ins Gravettien.
Auffällige Ähnlichkeiten in Form und Materialwahl lassen vermuten, dass die Venus von Tursac und die Venus von Sireuil entweder vom selben Künstler erschaffen wurden oder aber aus derselben künstlerischen Tradition/Schule hervorgegangen sind.
Die Figur befindet sich im Musée d’Archéologie nationale in Saint-Germain-en-Laye.